# Чероки (окръг, Канзас)
Вижте пояснителната страница за други значения на Чероки.
Окръг Чероки (на английски: Cherokee County) е окръг в щата Канзас, Съединени американски щати. Площта му е 1531 km², а населението - 21 451 души. Административен център е град Колъмбъс.